# Psilochorema donaldsoni
Psilochorema donaldsoni är en nattsländeart som beskrevs av Mcfarlane 1960. Psilochorema donaldsoni ingår i släktet Psilochorema och familjen Hydrobiosidae. Inga underarter finns listade i Catalogue of Life.